# Eric Larson
Eric Cleon Larson (Cleveland, 3 de setembro de 1905 - La Cañada Flintridge, 25 de outubro de 1988) foi um animador e cineasta americano para os Walt Disney Studios começando em 1933, e foi um dos "Nove Anciões".
Nascido em Cleveland, Utah, Larson era filho de imigrantes dinamarqueses e trabalhou em filmes como Branca de Neve e os Sete Anões, Pinóquio, Fantasia, Bambi, Cinderela, Alice no País das Maravilhas, Peter Pan, A Dama e o Vagabundo, A Bela Adormecida, One Hundred and One Dalmatians, A Espada Era a Lei, e The Jungled Book. Ao longo dos anos, Larson animou personagens em clássicos como The Aristocats e Robin Hood e também criou os personagens principais de The Rescuers (junto com Mel Shaw e Burny Mattinson). Na década de 1980 seu trabalho foi menor, mas ele tinha sido um consultor em filmes de animação e curtas, como The Fox and the Hound, Mickey's Christmas Carol, The Black Cauldron, e The Great Mouse Detective.
Em 1973, ele começou um programa de treinamento e recrutamento que trouxe uma nova geração de animadores para o estúdio Disney. Muitas figuras bem conhecidas em animação hoje passaram pelo programa de treinamento de Larson, incluindo Brad Bird, Don Bluth, Chris Buck, Tim Burton, Randy Cartwright, Ron Clements, Andreas Deja, Gary Goldman, Ed Gombert, Mark Henn, Dan Haskett, Glen Keane, Bill Kroyer, John Lasseter, John Musker, Phil Nibbelink, Richard Rich, Burny Mattinson, Melvin Shaw, Jeffrey J. Varab, John Pomeroy, Joe Ranft, Jerry Rees, Henry Selick e Tad Stones, entre muitos outros.
Larson era casado com Gertrude Larson. Ele foi o mais longo funcionário a trabalhar na Disney, tendo trabalhado lá por 53 anos.